# Leave Home
Leave Home drugi je studijski album od američkog punk rock sastava Ramones, koji izlazi u siječnju 1977.g. Album sadrži klasične Ramonesove skladbe "Pinhead" i "Gimme Gimme Shock Treatment". Ovo je jedini album koji je različit od njihovih originalnih izdanja i sadrži kontraverznu skladbu "Carbona Not Glue".
Sastav je napisao većinu skladbi sudeći po njihovom prvom od dva albuma, u vremenu kada su potpisali za "Sire". Album nije dobro prihvaćen u Americi ali zato vrlo dobro prolazi u Velikoj Britaniji. Mnogi obožavatelji i glazbeni kritičari loše su prihvatili njihovo okretanje prema mekšem i osjećajnijem glazbenom stilu, što je vidljivo na drugom albumu i bilo je očigledno da skupina želi promjenu u dinamici glazbe i glazbenom žanru. Drugi album sniman je većinom u "Sundragon Studios" na Manhattanu, New York.
Craig Leon, producent na njihovom prvom istoimenom albumu, odlazi iz diskografske kuće "Sire Records", a na njegovo mjesto dolazi Tony Bongiovi. Bongiovi je bio mentor bubnjaru Tommyu Ramoneu za vrijeme dok je radio za izdavača "Record Plant", gdje je bio producent na albumu Band of Gypsys od Jimia Hendrixa. Tommy je također pomagao Bongioviu u produkciji njihovog drugoga albuma ali i na mnogim sljedećim albumima.
Naziv albuma Leave Home odnosi se na početak njihove turneje, koja je počela u klubu obožavatelja "CBGBs" (Country, Blue Grass, and Blues).

## Popis pjesama
Sve pjesme napisao je sastav Ramones, osim gdje je drugačije naznačeno.
1. "Glad to See You Go" (tekst Dee Dee Ramone, glazba Joey Ramone) – 2:10
2. "Gimme Gimme Shock Treatment" (Dee Dee Ramone, Johnny Ramone) – 1:38
3. "I Remember You" (Joey Ramone) – 2:15
4. "Oh Oh I Love Her So" (Joey Ramone) – 2:03
5. "Carbona Not Glue" – 1:56
6. "Suzy Is a Headbanger" – 2:08
7. "Pinhead" (Dee Dee Ramone) – 2:42
8. "Now I Wanna Be a Good Boy" (Dee Dee Ramone) – 2:10
9. "Swallow My Pride" (Joey Ramone) – 2:03
10. "What's Your Game" (Joey Ramone) – 2:33
11. "California Sun" (Henry Glover, Morris Levy) – 1:58
12. "Commando" (Dee Dee Ramone) – 1:51
13. "You're Gonna Kill That Girl" (Joey Ramone) – 2:36
14. "You Should Never Have Opened That Door" (Dee Dee Ramone, Johnny Ramone) – 1:54

### Rhino bonus skladbe
Sve skladbe izvedene su uživo, osim "Babysitter".
1. "Babysitter" (Joey Ramone) – 2:44
2. "Loudmouth" (Ramones) – 2:08
3. "Beat on the Brat" (Joey Ramone) – 2:36
4. "Blitzkrieg Bop" (Tommy Ramone, Dee Dee Ramone) – 2:13
5. "I Remember You" (Joey Ramone) – 2:17
6. "Glad to See You Go" (lyrics by Dee Dee Ramone, music by Joey Ramone) – 2:03
7. "Chain Saw" (Joey Ramone) – 1:51
8. "53rd & 3rd" (Dee Dee Ramone) – 2:27
9. "I Wanna Be Your Boyfriend" (Tommy Ramone) – 2:22
10. "Havana Affair" (Dee Dee Ramone, Johnny Ramone) – 1:53
11. "Listen to My Heart" (Dee Dee Ramone) – 1:47
12. "California Sun" (Henry Glover / Morris Levy) – 1:58
13. "Judy Is a Punk" (Joey Ramone) – 1:23
14. "I Don’t Wanna Walk Around With You" (Dee Dee Ramone) – 1:31
15. "Today Your Love, Tomorrow the World" (Dee Dee Ramone) – 2:52
16. "Now I Wanna Sniff Some Glue" (Dee Dee Ramone) – 1:28
17. "Let’s Dance" (Jim Lee) – 2:06

## Izvođači
- Joey Ramone – prvi vokal
- Johnny Ramone – gitara, prateći vokali
- Dee Dee Ramone – bas-gitara, prateći vokali
- Tommy Ramone - bubnjevi

### Produkcija
- Tony Bongiovi, Tommy Ramone – producent
- Ed Stasium – projekcija
- Greg Calbi – mastering
- Moshe Brakha – fotografija
- Arturo Vega – umjetnički rad

## Vanjske poveznice
- discogs.com - Ramones - Leave Home